# Mário Peixoto
Pour les articles homonymes, voir Peixoto.
Mário Rodrigues Breves Peixoto (né le 25 mars 1908 à Bruxelles et mort le 3 février 1992 à Rio de Janeiro) est un réalisateur brésilien.

## Filmographie
- 1931 : Limite